# Blutige Perlen
Blutige Perlen (Originaltitel: Whipsaw) ist ein US-amerikanischer Kriminalfilm aus dem Jahr 1935 von Sam Wood mit Myrna Loy und Spencer Tracy in den Hauptrollen. Das Drehbuch basiert auf der Kurzgeschichte The Whipsaw von James Edward Grant.

## Handlung
In London kauft der Juwelensammler Robert Wadsworth die berühmten Koronoff-Perlen für 500.000 Dollar von Monetta, der sofort drei Leibwächter damit beauftragt, Wadsworth und die unversicherten Juwelen nach Amerika zu eskortieren. Trotz der Sicherheitsvorkehrungen werden die Perlen Wadsworth von der Dexter-Bande gestohlen, inmitten des Lärms der Reporter, die über den Juwelenverkauf im New Yorker Zollamt berichten. 
Der Gangster Ed Dexter und sein Komplize Harry Ames werden von der hübschen Vivian Palmer unterstützt, die bald des Diebstahls verdächtigt wird, als der Ermittler Hughes vom Justizministerium sie mit Wadsworths kleinem Autounfall in Paris kurz vor dem Diebstahl in Verbindung bringt. Der von Hughes mit der Untersuchung des Falls beauftragte FBI-Agent Ross McBride gibt sich als Gangsterkollege aus, um Palmers Vertrauen zu gewinnen und die Bande zu infiltrieren. In der Hoffnung, dass sie ihn zu Dexter führt, inszeniert McBride eine falsche Verhaftung mit einem anderen Detective, der McBride zu Palmers Gunsten beschuldigt, an dem vielbeachteten Juwelenraub beteiligt gewesen zu sein. McBride schlägt den Detective bewusstlos und nutzt den Vorfall, um Palmer davon zu überzeugen, dass sie fliehen müssen, bevor die Polizei sie verfolgt. 
McBride fährt mit Palmer nach Kansas City. Unterwegs bemerken sie, dass sie verfolgt werden, also versuchen sie, die Männer abzuschütteln, indem sie stattdessen nach St. Louis fahren. Unterdessen verfolgen der rivalisierende Mafiaboss Doc Evans und sein Handlanger Steve Arnold, die ebenfalls hinter den Koronoff-Perlen her sind, Palmer in der Hoffnung, dass sie sie zu Dexter führt. Palmer, die nicht weiß, dass Dexter die Koronoff-Perlen im Griff ihres Spiegels versteckt hat, ruft ihn an und sagt ihm, dass sie McBrides wahre Identität und seine Motive die ganze Zeit gekannt hat, aber bereit ist, bei seinem Plan mitzuspielen, um ihn zu benutzen, um Evans‘ Männer davon abzuhalten, sich ihr zu nähern. Sie sagt Dexter auch, dass sie ehrlich sein und sich von der Mafia trennen will, nachdem sie sich den Erlös aus dem Koronoff-Job geteilt haben.
Evans und Arnold verfolgen Palmers Anruf nach New Orleans, doch als sie dort ankommen, müssen sie feststellen, dass die Juwelen bei Palmer sind. Später fliehen McBride und Palmer mit dem Auto aus St. Louis und stecken in einem Sturm fest. Sie müssen im Haus von Will Dabson und seiner Frau Zuflucht suchen. Als bei Mrs. Dabson die Wehen einsetzen, meldet sich McBride freiwillig, dem Sturm zu trotzen und Dr. Williams zu holen. Der Arzt kommt rechtzeitig zur Entbindung, und mit der Hilfe von Palmer, die als Hebamme fungiert, bringen sie Zwillinge zur Welt. McBride und Palmer entwickeln bald ein romantisches Interesse aneinander und verbringen die Nacht bei den Dabsons. In der Nacht schleicht sich Palmer hinaus, um Dexter anzurufen und ihm zu sagen, dass sie mit dem Schwindel fertig ist und aussteigen will. Nachdem McBride Palmers Gespräch belauscht hat, enthüllt er, dass er ein Bundesagent ist. Palmer gibt zu, dass sie das die ganze Zeit gewusst hat. McBride erkennt, dass er von Palmer überlistet wurde. Er ruft in seinem Büro an, um zu melden, dass er sie festnimmt, versucht dann aber, einen Ausweg für sie zu finden. Als er sie küsst, zerbricht Palmers Spiegel und die fehlenden Perlen fallen heraus. Palmer sagt McBride, dass sie nicht wusste, dass die Perlen im Spiegel versteckt waren, aber er glaubt ihr nicht und besteht darauf, die Festnahme durchzuführen. 
Am nächsten Tag tauchen Evans und die Dexter-Bande auf, und Palmer, die versucht, McBride zu beschützen, lügt und sagt ihnen, dass er ihr Ehemann ist. Palmer und McBride dürfen gehen, aber die beiden kommen nur bis zu einem Diner, als es zu einer Schießerei kommt. Nach der Schießerei wird Palmer inhaftiert. Sie wird jedoch freigelassen, als herauskommt, dass sie von der Dexter-Bande und Ames benutzt wurde. McBride, der sich als Zeuge angeboten hat, küsst sie.

## Hintergrund
Gedreht wurde der Film vom 22. Oktober bis zum 20. November 1935.
Die Hauptrolle war ursprünglich für William Powell gedacht, aber da Powell zu diesem Zeitpunkt nicht verfügbar war, besetzte das Studio Spencer Tracy. 
In einer Pressenachricht vom 25. November 1935 heißt es, MGM habe den Film nach einer Vorpremiere für neue Szenen zurück in die Produktion geschickt.
Moderne Quellen berichten von Eddie Mannix, Produktionsleiter von MGM, der sich Rohaufnahmen einer Szene angesehen hatte, in der Myrna Loy aus einer schlaflosen Nacht erwacht, und den Fotografen James Wong Howe dafür tadelte, sie mit ungepflegtem Haar gefilmt und „einen Star entglänzt zu haben, für dessen Verherrlichung MGM ein Vermögen ausgegeben hatte“. Es wird darauf hingewiesen, dass dies Loys erster Film seit ihrem vielbeachteten Gehaltsstreik war. Zuvor hatte Loy, die sich darüber beschwerte, dass ihr Gehalt seit zwei Jahren nicht erhöht worden sei und sie ausgebeutet werde, abgelehnt, einen weiteren Film zu drehen, bis ihre Gehaltsforderungen erfüllt seien.
Cedric Gibbons oblag die künstlerische Leitung, unterstützt wurde er von William A. Horning und Edwin B. Willis. Verantwortlicher Toningenieur war Douglas Shearer.

## Veröffentlichung
Die Premiere des Films fand am 18. Dezember 1935 statt. 1936 kam er in Österreich in die Kinos.

## Kritiken
Der Filmkritiken-Aggregator Rotten Tomatoes hat in einer Auswertung ein Publikumsergebnis von 38 Prozent positiver Bewertungen ermittelt.
Frank S. Nugent von der The New York Times beschrieb den Film als ein wirkungsvolles Melodram und eine nette Liebesgeschichte zugleich. Zwar sei die Prämisse nicht besonders originell, aber Sam Wood habe in zügigem Tempo Regie geführt und besitze das seltene Talent, das Erwartete auf die unerwartetste Art geschehen zu lassen. Myrna Loy und Spencer Tracy beweisen wieder einmal, dass sie zu den interessantesten Schauspielern der Leinwand gehören, und sie werden hervorragend vom Rest der Besetzung unterstützt.
Meyer Levin schrieb im Magazin Esquire, mit den beiden Schauspielern könne man nicht sehr viel falsch machen.